# Jewhen Huzalo
Jewhen Pylypowytsch Huzalo (ukrainisch Євген Пилипович Гуцало; * 14. Januar 1937 in Staryj Schywotiw, Oblast Winnyzja, Ukrainische Sozialistische Sowjetrepublik; † 4. Juli 1995 in Kiew, Ukraine) war ein ukrainischer Schriftsteller, Journalist und Drehbuchautor.

## Leben
Jewhen Huzalo kam im Dorf Staryj Schywotiw (Старий Животів; heute Nowoschywotiw, Rajon Oratiw) zur Welt. Nach einem herausragenden Abitur Anfang der 1950er Jahre wollte er an der Fakultät für Journalismus der Universität Kiew studieren, wurde letztlich jedoch nicht angenommen.
Ab 1955 besuchte er die Fakultät für Philologie des Pädagogischen Instituts Nischyn und schloss dort 1959 das Studium ab. Im Anschluss war er als Journalist bei Zeitungen in Winnyzja, Lwiw und Tschernihiw sowie als Herausgeber des Verlags „Sowjetische Schriftsteller“ tätig.
Seine erste Veröffentlichung erschien 1960 und 1962 veröffentlichte er sein erstes komplettes Buch; eine Sammlung von Kurzgeschichten „Menschen unter Menschen“ (Люди серед людей). Huzalo war zunächst Mitglied der ukrainischen 1960er Generation (Schistdesjatnyky) die sich der stalinistischen Ideologie entgegenstellten, gab jedoch seine ablehnende Haltung gegenüber dem Regime auf und wählte ein gefahrloses Leben als offizieller Schriftsteller. Er war Autor von mehr als 25 Novellen und Kurzgeschichtensammlungen, darunter mehrere Kinderbücher. Jewhen Huzalo starb 58-jährig in Kiew und wurde auf dem dortigen Baikowe-Friedhof bestattet. Eine fünfbändige Ausgabe ausgewählter Werke von ihm wurde 1996–97 in Kiew veröffentlicht.

## Ehrungen
Jewhen Huzalo erhielt einige Ehrungen und gewann literarischer Wettbewerbe. Darunter:
- 1982 den ukrainischen Literaturpreis Jurij Janowskyj  (Літературна премія імені Юрія Яновського)[1]
- 1985 den Taras-Schewtschenko-Preis, Nationalpreis der Ukraine für Kultur, für den Roman „Saijora“ (Саййора) und die Sammlung von Kurzgeschichten „Fliegende Pferde“.[2]
- 1994 den Antonowytsch-Preis

## Werke  (Auswahl)
- Die Kirsche blühte im Herbst; Berlin, Weimar – Aufbau-Verlag, 1977